# Lambert I de Spoleto
Lambert I (n. 830 d.Hr., Italia – d. 880 d.Hr., Capua, Campania, Italia) a fost duce și margraf (dux et marchio) de Spoleto în două rânduri, între 859 și 871 și de la 876 până la moarte.

## Biografie
Lambert era fiul mai mare al ducelui Guy I de Spoleto cu Itta, fiica ducelui Sico I de Benevento. La rândul său, s-a căsătorit cu Judith, fiica ducelui Eberhard de Friuli.
În primul an de domnie, Lambert s-a raliat contelui Gerard de Marsi, gastaldului Maielpoto de Telese și gastaldului Wandelbert de Boiano, pentru a-i împiedica pe sarazinii conduși de Sawdan, emirul de Bari să revină în Bari după o campanie asupra orașului Capua și a Terra di Lavoro. În pofida unei bătălii sângeroase, emirul e reușit în cele din urmă să reintre în Bari.
În aprilie 860, Lambert s-a alăturat contelui Hildebert de Camerino, în răscoala acestuia împotriva împăratului Ludovic al II-lea. Urmăriți de o armată imperială, răsculații au ajuns în Marsi, de unde s-au refugiat în Benevento, unde au fost primiți de către principele Adelchis de Benevento. Ludovic a împresurat orașul, după care Ludovic a acordar iertarea atât lui Lambert cât și protectorului său din Benevento, în schimbul loialității, în vreme ce Hildebert a trebuit să fugă mai departe, în Bari.
În 866, Ludovic l-a asediat fără succes pe Landulf al II-lea, contele-episcop de Capua. Pentru continuarea asediului, împăratul i-a acordat lui Lambert comitatul de Capua. În acel moment, ducatul de Spoleto atingea cea mai mare extindere a sa.
Lambert a părăsit asediul asupra Capuei și a mers la Roma, după alegerea ca papă a lui Adrian al II-lea la 13 noiembrie 867. La 13 decembrie, Lambert a comis unele jafuri în Roma în timpul ceremoniei papale, drept pentru care a fost imediat excomunicat și, dat fiind că împăratul îl susținea pe Adrian ca pontif, lui Lambert i s-a retras protecția lui Ludovic.
Trei ani mai târziu, Lambert s-a răsculat pentru a doua oară. Astfel, în 871, după ce împăratul și-a sporit puterea și prestigiul prin ocuparea Bari de la sarazini, Lambert s-a aliat cu principele Guaifer de Salerno, cu ducele Sergiu al II-lea de Neapole și cu Adelchis de Benevento și a declanșat revolta deschisă împotriva împăratului. Între timp însă, sarazinii au debarcat noi forțe în sudul Italiei și au atacat Salerno. Adelchis, care îl luase captiv pe împărat pe când Lambert se afla la Benevento, l-a eliberat pe Ludovic pentru a putea conduce forțele împotriva "infidelilor". Odată eliberat, împăratul l-a depus imediat pe Lambert și l-a înlocuit la conducerea Ducatului de Spoleto cu Suppo al II-lea, un văr al soției sale, împărăteasa Engelberga.
Ludovic a revenit în Italia de sud în 873, ocazie cu care papa Ioan al VIII-lea l-a absolvit de jurământul făcut lui Adelchis de Benevento cu ocazia eliberării sale. Ca urmare, trupele imperiale au asediat Benevento, însă au eșuat în a-l captura și pe Lambert. După moartea lui Ludovic din 876, el a fost înlocuit ca împărat de către fratele său, Carol cel Pleșuv, care l-a numit din nou pe Lambert ca duce de Spoleto, în februarie sau iunie 876. De asemenea, noul împărat l-a numit pe fratele mai tânăr al lui Lambert, Guy ca margraf de Camerino, lăsându-i ca sarcină apărarea papei. În 16 iulie, la Ponthion, Carol a confirmat donația unei largi părți din teritoriul spoletan către papalitate, însă Lambert rămânea cel mai puternic senior din Italia centrală și practic principe independent.
În 877, Carol "cel Pleșuv" a murit, iar Lambert a acordat sprijinul lui Carloman de Bavaria împotriva moștenitorului lui Carol, Ludovic "cel Bâlbâit", pentru luarea titlului de rege al Italiei și a celui imperial. Lambert însuși a intrat în Roma cu intenția de a se proclama rege pe sine, însă a fost convins de papa Ioan al VIII-lea să renunțe la acest plan. În martie 878, Lambert și Adalbert I de Toscana au silit populația romană să îl recunoască pe Carloman ca rege al Italiei. Cei doi l-au asediat apoi pe papă în Cetatea Leonină vreme de 30 de zile, papa Ioan al VIII-lea fiind nevoit să părăsească Roma și să se refugieze în Franța, la Troyes. Ajuns acolo, el a ținut un sinod prin care s-a oferit să îl încoroneze pe Ludovic "cel Bâlbâit" ca împărat, l-a adoptat pe Boso de Arles ca fiu și i-a excomunicat pe inamicii săi din Italia, Lambert de Spoleto și Adalbert de Toscana.
După acest episod roman, Lambert și-a îndreptat atenția către Capua și a murit asediind această cetate, în 880. El a fost succedat în Spoleto de către fiul său, Guy al II-lea. Fratele său Guy al III-lea va deveni ulterior rege al Italiei și împărat roman, la fel ca și nepotul de frate al lui Lambert, Lambert al II-lea.